# Sylvia Mathewsová Burwellová
Sylvia Mary Mathewsová Burwellová (* 23. června 1965, Hinton, WV) je americká politička za Demokratickou stranu. V letech 2014–2017 byla ministryní zdravotnictví Spojených států amerických ve vládě Baracka Obamy. Předtím v letech 2013–2014 vedla v Obamově administrativě Úřad pro správu a rozpočet.